# Mecas cineracea
Mecas cineracea är en skalbaggsart som beskrevs av Thomas Casey 1913. Mecas cineracea ingår i släktet Mecas och familjen långhorningar. Inga underarter finns listade i Catalogue of Life.